# Сапаев, Алексей Владимирович
Алексе́й Влади́мирович Сапа́ев (род. 28 января 1983, Омск, СССР) — российский футболист, защитник, полузащитник.

## Биография
Воспитанник омского футбола. За местный «Иртыш» выступал в 2001, 2003—2012 и в 2013—2016 годах. Всего за команду в первенствах страны провел 334 игры, в которых забил 17 голов. В сезонах 2003—2005 годах выступал за сборную «Востока» на Кубке ПФЛ «Надежда». В сезоне-2012/13 защищал цвета клуба «Металлург-Кузбасс». В 2016 году подписал контракт с «Сахалином». Летом 2017 года перешёл в «Муром». Завершил карьеру в 2021 году в брянском «Динамо».

## Достижения
- Победитель Второго дивизиона: 2009 (зона «Восток»), 2019/20 (зона «Центр»)
- Серебряный призёр зоны «Восток» Второго дивизиона: 2014/15
- Бронзовый призёр зоны «Восток» Второго дивизиона (3): 2003, 2008, 2016/17